# Peter Last
Peter Robert Last – australijski ichtiolog, kurator Australijskiej Narodowej Kolekcji Ryb oraz starszy taksonomista w CSIRO Marine and Atmospheric Research (CMAR) w Hobart. 

## Kariera
Last ukończył z wyróżnieniem studia inżynierskie na Uniwersytecie Tasmańskim w 1975 roku. Tytuł otrzymał po obronie pracy nt. taksonomii i ekologii jednorożkowatych. W 1983 roku otrzymał doktorat na tej samej uczelni za pracę na temat ekologii i zoogeografii tasmańskich przybrzeżnych gatunków ryb. W międzyczasie, w 1978 roku dołączył do grupy naukowców z Tasmańskiego Urzędu ds. Rozwoju Rybołówstwa, by w 1984 roku przenieść się do CSIRO Division of Fisheries jako kurator Australijskiej Narodowej Kolekcji Ryb. Od 1995 roku jest starszym taksonomistą CSIRO Marine and Atmospheric Research w Hobart w Tasmanii. W 1997 roku otrzymał honorowy tytuł profesora Muzeum Historii Naturalnej w Paryżu. 

## Publikacje
Peter Last jest autorem ponad 220 publikacji naukowych i raportów technicznych. Wraz z współpracownikami opisał ponad 150 nowych gatunków ryb. Jest uznanym specjalistą w zakresie systematyki, bioróżnorodności oraz biogeografii morskiej indo-pacyficznych spodoustych i żabnicokształtnych. Jest również współautorem książek Fishes of Tasmania z 1983 roku oraz Sharks and Rays of Australia z 1994 roku.